# Tephritis ludhianaensis
Tephritis ludhianaensis är en tvåvingeart som beskrevs av Agarwal och Kapoor 1988. Tephritis ludhianaensis ingår i släktet Tephritis och familjen borrflugor. Inga underarter finns listade i Catalogue of Life.